# Аквилеа (Лука)
Аквилеа је насеље у Италији у округу Лука, региону Тоскана.
Према процени из 2011. у насељу је живело 112 становника. Насеље се налази на надморској висини од 184 м.